# پژو تیپ ۵
پژو تیپ ۵ (انگلیسی: Peugeot Type 5)
یک ماشین کوچک پژو بود که از سال ۱۸۹۳ تا ۱۸۹۶ تولید شد. از نظر مکانیکی ، تغییرات کمی نسبت به پژو تیپ ۳ داشت. موتور و اکثر قطعات مکانیکی بدون تغییر متعلق به تیپ ۳ بود ، اما ماشین کوتاه تر ، سبک تر از تیپ ۳ بود . این خودرو فروش خوبی نداشت و کلا ۱۴ عدد از این خودرو فروش رفت.